# 吉氏蟾魚
吉氏蟾魚（学名：Batrachoides gilberti），為輻鰭魚綱蟾魚目蟾魚科的其中一種，分布於中西太平洋區，包括貝里斯、墨西哥及巴拿馬等海域，體長可達23公分，為底棲性魚類，廣鹽性，棲息在河口、沿岸，屬肉食性，以甲殼類為食。

## 外部連結
- 吉氏蟾魚的圖片 （页面存档备份，存于）
- 吉氏蟾魚的圖片 （页面存档备份，存于）